# Metàmer

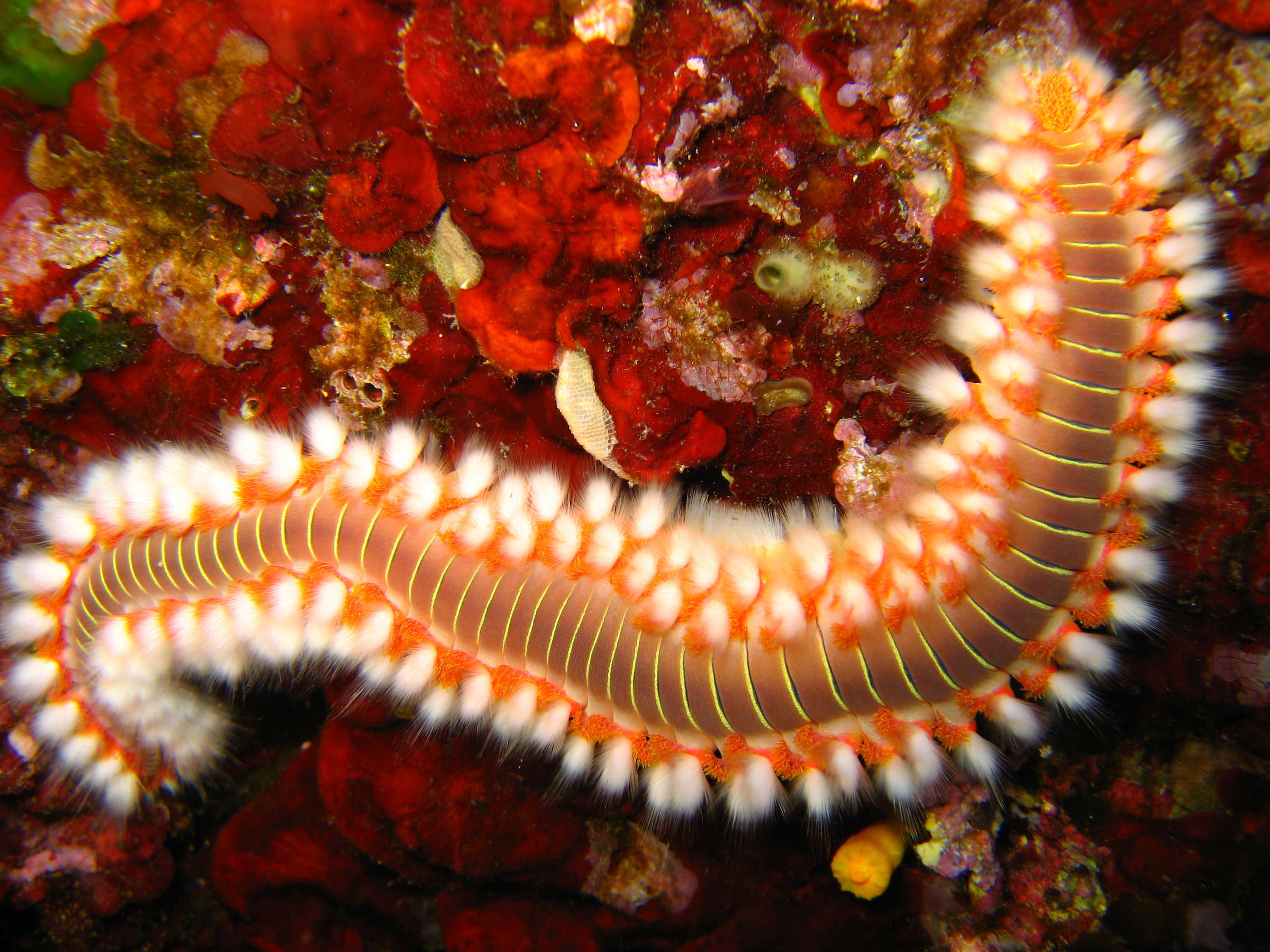
Metamerització homònoma d'un anèl·lid

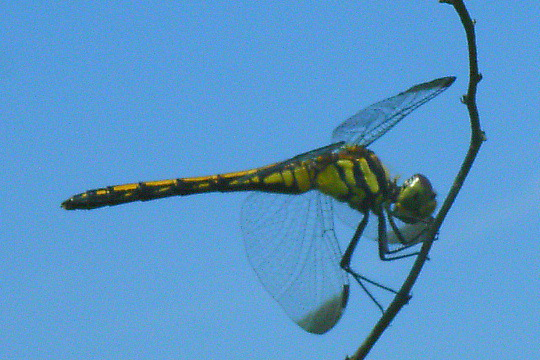
Metamerització heterònoma d'un insecte

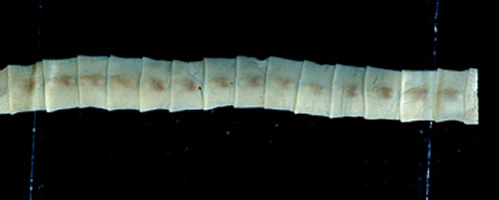
Pseudometameria d'un cestode

Es coneix com a metàmer a cadascun dels segments que es repeteixen en celomats de simetria bilateral (Bilateria). La metamerització és una de les principals modificacions del celoma. Cada metàmer té cavitats celòmiques separades de les d'altres metàmers per envans, i les estructures internes (ganglis nerviosos, nefridis, gònades, etc.) i externes (potes, brànquies, etc.) estan repetides en cada metàmer. Per exemple, en els artròpodes, cada metàmer pot portar almenys un parell d'apèndixs que poden ser potes, antenes o brànquies en el cas dels aquàtics. Un exemple il·lustratiu és el centpeus (Myriapoda): cadascun dels segments que porta un parell de potes és un metàmer.
La metamerització es dona també de manera característica a l'embrancament dels anèl·lids i fins i tot en els cordats, encara que en aquest últim grup no es veu tan fàcilment perquè al llarg de l'evolució del grup hi ha hagut múltiples modificacions, fusions, reduccions, etc. d'aquests metàmers i s'ha perdut la metameria externa (però no la interna, tal com evidencien els peixos). En molts embrancaments de cucs hi ha metàmers cefalizats que reben el nom de prostomis, els quals contenen ganglis nerviosos disposats en forma d'anell al voltant del tracte inicial del tub digestiu i que poden ser ja considerats un cervell: un sistema d'integració per estímuls i impulsos format per cèl·lules nervioses. S'han pogut obtenir respostes condicionades a un estímul, demostrant així una possibilitat d'aprenentatge per part d'oligoquets com el cuc o animals encara més complexos com la sangonera (hirudinis), capaços de caçar i depredar en peixos de grans dimensions.

## Tipus de metamerització
- Metamerització homònoma: tots els metàmers són similars (per exemple, en la majoria dels anèl·lids). Es considera la més primitiva.
- Metamerizació heterònoma: els metàmers són diferents en diferents zones del cos; diversos segments similars i diferents d'altres formen un tagma (per exemple, cap, tòrax i abdomen en insectes).
- Pseudometameria: alguns animals presenten pseudometameria o falsa metameria interna o externa; el seu aspecte és similar al que dona la metameria, però no deriva del celoma, ja que només es repeteixen òrgans determinats, tal com passa en els cestodes.